# Spreewaldbahn
| Historische Postkarte des Cottbuser Spreewaldbahnhofs zu Beginn des 20. Jahrhunderts. | |                                                         |                                                         |
| Kursbuchstrecke: | 152d (Lübben Spreewaldbf – Cottbus Spreewaldbf) 152e (Goyatz – Straupitz) 152f (Straupitz – Lieberose Spreewaldbf) jeweils 1934 177a (Lübben Spreewaldbahn – Cottbus Spreewaldbahn) 177b (Goyatz – Straupitz) 177c (Straupitz – Lieberose Spreewaldbahn) jeweils 1944, 1946 |                                                         |                                                         |
| Spurweite: | 1000 mm (Meterspur) |                                                         |                                                         |
| Maximale Neigung: | 33,3 ‰ |                                                         |                                                         |
| Minimaler Radius: | 100 m |                                                         |                                                         |
| | |                                                         |                                                         |
| \| \| 0,00 \| Lübben Spreewaldbahnhof / Lubin \| Lübben Spreewaldbahnhof / Lubin \| \| \| \| Spree \| \| \| \| \| Umflutkanal \| \| \| \| 4,76 \| Lübben Ost / Lubin Jutšo \| Lübben Ost / Lubin Jutšo \| \| \| 9,99 \| Radensdorf / Radowašojce \| Radensdorf / Radowašojce \| \| \| 11,34 \| Altzauche-Burglehn / Stara Niwa \| Altzauche-Burglehn / Stara Niwa \| \| \| 13,92 \| Wußwerk / Wozwjerch \| Wußwerk / Wozwjerch \| \| \| 17,20 \| Neuzauche / Nowa Niwa \| Neuzauche / Nowa Niwa \| \| \| 13,82 \| Goyatz Umschlaghafen (nur Güterverkehr) \| Goyatz Umschlaghafen (nur Güterverkehr) \| \| \| 13,78 \| Goyatz / Gojac \| Goyatz / Gojac \| \| \| 9,85 \| Siegadel / Sykadło \| Siegadel / Sykadło \| \| \| 5,52 \| Waldow / Waldow \| Waldow / Waldow \| \| \| 3,28 \| Laasow / Łas \| Laasow / Łas \| \| \| \| \| \| \| \| 20,37 0,00 \| Straupitz / Tšupc \| Straupitz / Tšupc \| \| \| 24,80 0,00 \| Byhlen / Bělin \| Byhlen / Bělin \| \| \| \| \| \| \| \| 1,50 \| Ladestelle 7 \| Ladestelle 7 \| \| \| 3,40 \| Ladestelle 6 \| Ladestelle 6 \| \| \| 4,95 \| Anschlussgleis Gusteluch \| Anschlussgleis Gusteluch \| \| \| 5,95 \| Ladestelle 5 \| Ladestelle 5 \| \| \| 7,60 \| Liebitz-Burghof / Libice Grod (Ladestelle 4) \| Liebitz-Burghof / Libice Grod (Ladestelle 4) \| \| \| 8,70 \| Ladestelle 3 \| Ladestelle 3 \| \| \| 9,95 \| Ladestelle 2 \| Ladestelle 2 \| \| \| \| Ladestelle 1 \| \| \| \| 13,32 \| Lieberose Stadt / Luboraz Město \| Lieberose Stadt / Luboraz Město \| \| \| 16,13 \| Blasdorf \| Blasdorf \| \| \| 17,50 \| Jamlitz \| Jamlitz \| \| \| 19,12 \| Lieberose Spreewaldbahnhof, später Jamlitz \| Lieberose Spreewaldbahnhof, später Jamlitz \| \| \| 26,70 \| Rosenhof \| Rosenhof \| \| \| 28,05 \| Byhleguhre / Běła Gora \| Byhleguhre / Běła Gora \| \| \| \| Nordumfluter \| \| \| \| 30,61 \| Schmogrow / Smogorjow \| Schmogrow / Smogorjow \| \| \| \| Großes Fließ \| \| \| \| 32,13 \| Burg Jugendturm / Borkowy Torm Młoźiny \| Burg Jugendturm / Borkowy Torm Młoźiny \| \| \| \| Kleine Spree \| \| \| \| \| Hauptspree \| \| \| \| 33,91 \| Burg (Spreewald) / Borkowy (Błota) \| Burg (Spreewald) / Borkowy (Błota) \| \| \| \| Südumfluter \| \| \| \| 37,44 \| Werben (Spreewald) / Wjerbno (Błota) \| Werben (Spreewald) / Wjerbno (Błota) \| \| \| 40,82 \| Ruben-Guhrow / Rubyn Gory \| Ruben-Guhrow / Rubyn Gory \| \| \| 42,43 \| Briesen (bei Cottbus) / Brjazyn \| Briesen (bei Cottbus) / Brjazyn \| \| \| 46,37 \| Sielow / Žylow \| Sielow / Žylow \| \| \| ? \| Cottbus Rennplatz \| Cottbus Rennplatz \| \| \| 49,50 \| Cottbus Flughafen / Chośebuz Lětanišćo \| Cottbus Flughafen / Chośebuz Lětanišćo \| \| \| \| Anschluss PGH Glas und Spiegel \| \| \| \| \| Anschluss Straßenbahndepot \| \| \| \| 51,77 \| Cottbus Spreewaldbahnhof / Chośebuz Błośanske Dwornišćo \| Cottbus Spreewaldbahnhof / Chośebuz Błośanske Dwornišćo \| | |                                                         |                                                         |
| Kopfbahnhof Streckenanfang (Strecke außer Betrieb) | 0,00 | Lübben Spreewaldbahnhof / Lubin                         | Lübben Spreewaldbahnhof / Lubin                         |
| Brücke über Wasserlauf (Strecke außer Betrieb) | | Spree                                                   | Spree                                                   |
| Brücke über Wasserlauf (Strecke außer Betrieb) | | Umflutkanal                                             | Umflutkanal                                             |
| Bahnhof (Strecke außer Betrieb) | 4,76 | Lübben Ost / Lubin Jutšo                                | Lübben Ost / Lubin Jutšo                                |
| Bahnhof (Strecke außer Betrieb) | 9,99 | Radensdorf / Radowašojce                                | Radensdorf / Radowašojce                                |
| Bahnhof (Strecke außer Betrieb) | 11,34 | Altzauche-Burglehn / Stara Niwa                         | Altzauche-Burglehn / Stara Niwa                         |
| Bahnhof (Strecke außer Betrieb) | 13,92 | Wußwerk / Wozwjerch                                     | Wußwerk / Wozwjerch                                     |
| Bahnhof (Strecke außer Betrieb) | 17,20 | Neuzauche / Nowa Niwa                                   | Neuzauche / Nowa Niwa                                   |
| Strecke (außer Betrieb) · Betriebs-/Güterbahnhof Streckenanfang (Strecke außer Betrieb) | 13,82 | Goyatz Umschlaghafen (nur Güterverkehr)                 | Goyatz Umschlaghafen (nur Güterverkehr)                 |
| Strecke (außer Betrieb) · Bahnhof (Strecke außer Betrieb) | 13,78 | Goyatz / Gojac                                          | Goyatz / Gojac                                          |
| Strecke (außer Betrieb) · Bahnhof (Strecke außer Betrieb) | 9,85 | Siegadel / Sykadło                                      | Siegadel / Sykadło                                      |
| Strecke (außer Betrieb) · Bahnhof (Strecke außer Betrieb) | 5,52 | Waldow / Waldow                                         | Waldow / Waldow                                         |
| Strecke (außer Betrieb) · Bahnhof (Strecke außer Betrieb) | 3,28 | Laasow / Łas                                            | Laasow / Łas                                            |
| Abzweig geradeaus und von links (Strecke außer Betrieb) · Strecke nach rechts (außer Betrieb) | |                                                         |                                                         |
| Bahnhof (Strecke außer Betrieb) | 20,37 0,00 | Straupitz / Tšupc                                       | Straupitz / Tšupc                                       |
| Bahnhof (Strecke außer Betrieb) | 24,80 0,00 | Byhlen / Bělin                                          | Byhlen / Bělin                                          |
| Abzweig geradeaus und nach links (Strecke außer Betrieb) · Strecke von rechts (außer Betrieb) | |                                                         |                                                         |
| Strecke (außer Betrieb) · Blockstelle (Strecke außer Betrieb) | 1,50 | Ladestelle 7                                            | Ladestelle 7                                            |
| Strecke (außer Betrieb) · Blockstelle (Strecke außer Betrieb) | 3,40 | Ladestelle 6                                            | Ladestelle 6                                            |
| Strecke (außer Betrieb) · Abzweig geradeaus und von links (Strecke außer Betrieb) | 4,95 | Anschlussgleis Gusteluch                                | Anschlussgleis Gusteluch                                |
| Strecke (außer Betrieb) · Blockstelle (Strecke außer Betrieb) | 5,95 | Ladestelle 5                                            | Ladestelle 5                                            |
| Strecke (außer Betrieb) · Bahnhof (Strecke außer Betrieb) | 7,60 | Liebitz-Burghof / Libice Grod (Ladestelle 4)            | Liebitz-Burghof / Libice Grod (Ladestelle 4)            |
| Strecke (außer Betrieb) · Blockstelle (Strecke außer Betrieb) | 8,70 | Ladestelle 3                                            | Ladestelle 3                                            |
| Strecke (außer Betrieb) · Blockstelle (Strecke außer Betrieb) | 9,95 | Ladestelle 2                                            | Ladestelle 2                                            |
| Strecke (außer Betrieb) · Blockstelle (Strecke außer Betrieb) | | Ladestelle 1                                            | Ladestelle 1                                            |
| Strecke (außer Betrieb) · Bahnhof (Strecke außer Betrieb) | 13,32 | Lieberose Stadt / Luboraz Město                         | Lieberose Stadt / Luboraz Město                         |
| Strecke (außer Betrieb) · Haltepunkt / Haltestelle (Strecke außer Betrieb) | 16,13 | Blasdorf                                                | Blasdorf                                                |
| Strecke (außer Betrieb) · Haltepunkt / Haltestelle (Strecke außer Betrieb) | 17,50 | Jamlitz                                                 | Jamlitz                                                 |
| Strecke (außer Betrieb) · Kopfbahnhof Streckenende (Strecke außer Betrieb) | 19,12 | Lieberose Spreewaldbahnhof, später Jamlitz              | Lieberose Spreewaldbahnhof, später Jamlitz              |
| Haltepunkt / Haltestelle (Strecke außer Betrieb) | 26,70 | Rosenhof                                                | Rosenhof                                                |
| Bahnhof (Strecke außer Betrieb) | 28,05 | Byhleguhre / Běła Gora                                  | Byhleguhre / Běła Gora                                  |
| Brücke über Wasserlauf (Strecke außer Betrieb) | | Nordumfluter                                            | Nordumfluter                                            |
| Haltepunkt / Haltestelle (Strecke außer Betrieb) | 30,61 | Schmogrow / Smogorjow                                   | Schmogrow / Smogorjow                                   |
| Brücke über Wasserlauf (Strecke außer Betrieb) | | Großes Fließ                                            | Großes Fließ                                            |
| Haltepunkt / Haltestelle (Strecke außer Betrieb) | 32,13 | Burg Jugendturm / Borkowy Torm Młoźiny                  | Burg Jugendturm / Borkowy Torm Młoźiny                  |
| Brücke über Wasserlauf (Strecke außer Betrieb) | | Kleine Spree                                            | Kleine Spree                                            |
| Brücke über Wasserlauf (Strecke außer Betrieb) | | Hauptspree                                              | Hauptspree                                              |
| Bahnhof (Strecke außer Betrieb) | 33,91 | Burg (Spreewald) / Borkowy (Błota)                      | Burg (Spreewald) / Borkowy (Błota)                      |
| Brücke über Wasserlauf (Strecke außer Betrieb) | | Südumfluter                                             | Südumfluter                                             |
| Bahnhof (Strecke außer Betrieb) | 37,44 | Werben (Spreewald) / Wjerbno (Błota)                    | Werben (Spreewald) / Wjerbno (Błota)                    |
| Haltepunkt / Haltestelle (Strecke außer Betrieb) | 40,82 | Ruben-Guhrow / Rubyn Gory                               | Ruben-Guhrow / Rubyn Gory                               |
| Bahnhof (Strecke außer Betrieb) | 42,43 | Briesen (bei Cottbus) / Brjazyn                         | Briesen (bei Cottbus) / Brjazyn                         |
| Bahnhof (Strecke außer Betrieb) | 46,37 | Sielow / Žylow                                          | Sielow / Žylow                                          |
| Haltepunkt / Haltestelle (Strecke außer Betrieb) | ? | Cottbus Rennplatz                                       | Cottbus Rennplatz                                       |
| Bahnhof (Strecke außer Betrieb) | 49,50 | Cottbus Flughafen / Chośebuz Lětanišćo                  | Cottbus Flughafen / Chośebuz Lětanišćo                  |
| Abzweig geradeaus und von links (Strecke außer Betrieb) | | Anschluss PGH Glas und Spiegel                          | Anschluss PGH Glas und Spiegel                          |
| Abzweig geradeaus und von rechts (Strecke außer Betrieb) | | Anschluss Straßenbahndepot                              | Anschluss Straßenbahndepot                              |
| Kopfbahnhof Streckenende (Strecke außer Betrieb) | 51,77 | Cottbus Spreewaldbahnhof / Chośebuz Błośanske Dwornišćo | Cottbus Spreewaldbahnhof / Chośebuz Błośanske Dwornišćo |

Die Spreewaldbahn, niedersorbisch Błośańska zeleznica, war eine meterspurige Schmalspurbahn im Spreewald, von deren Betriebsmittelpunkt Straupitz die Strecken der Schmalspurbahn nach Lübben, Goyatz, Lieberose und Cottbus führten. Im Volksmund hieß die kleine Bahn „Spreewaldguste“, „Bimmelguste“ bzw. „Tschuchte“.
Die Spreewaldbahn AG war von 1933 bis 1945 auch Eigentümerin und zeitweilige Betriebsführungsgesellschaft.
In Betrieb war die Spreewaldbahn im Personenverkehr von 1898 bis 1970 (Restabschnitte), im Güterverkehr auf dem Reststück Cottbus Spreewaldbahnhof – Cottbus Flughafen (drei Gleisanschlüsse) noch bis 1983 (Umspurung auf Normalspur). Auf allen anderen Strecken wurde der Güterverkehr bis zum Jahr 1968 schrittweise aufgegeben. Danach wurden alle Gleisanlagen bis auf letzte Reste des Spreewaldbahnhofs in Burg abgebaut, dort stehen heute neben einer Gaststätte im Bahnhofsgebäude verschiedene Originalfahrzeuge im Außenbereich. Am ehemaligen Bahnhof Straupitz baut der Verein IG Spreewaldbahn eine Ausstellung auf, die sieben originale Wagen der Spreewaldbahn zeigt.

## Geschichte
In den 1890er Jahren wurden Pläne diskutiert, den Spreewald mit einer Eisenbahn zu erschließen. Diese Idee wurde jedoch nicht von allen Beteiligten begrüßt. Zu den größten Befürwortern zählten Graf von der Schulenburg in Lieberose sowie der frühere Landrat des Landkreises Lübben (Spreewald), Ernst von Houwald, wohingegen einflussreiche Geschäftsleute wie Rittmeister Ernst von Heynitz-Neuhausen gegen die Bahn argumentierten.
Die ursprüngliche Idee einer regelspurigen Nebenbahn scheiterte an den strengen gesetzlichen Grundlagen und an der Finanzierung. Man entschied sich daher für eine 750-mm-spurige Bahn. Da man allerdings von Anfang an beabsichtigte, regelspurige Güterwagen auf Rollböcken zu transportieren, die zuständige Eisenbahndirektion Halle dies allerdings wegen der Sicherheitsbedenken bei dieser schmalen Spur untersagte, wurde die Bahn schlussendlich in Meterspur ausgeführt.

### Die Lübben-Cottbuser Kreisbahnen
Als Eigentümer der zu bauenden Spreewaldbahn gründete der Landkreis Lübben unter Beteiligung der kreisfreien Stadt Cottbus am 11. bzw. 12. Dezember 1896 die Lübben-Cottbuser Kreisbahnen (offizielle Abkürzung LCK). Der ebenfalls betroffene Landkreis Cottbus lehnte das Projekt ab und war daher nicht daran beteiligt. Mit dem Bau und Betrieb der Bahn wurde das Berliner Unternehmen Becker & Co. mit Vertrag vom 21. Dezember 1896 beauftragt.

Bahnhofsgebäude in Straupitz, Foto vor 1909

Der offizielle Baubeginn erfolgte mit der Grundsteinlegung des Bauhofsgebäudes in Straupitz am 16. März 1897. Von hier aus wurde die Bahn in mehrere Richtungen gleichzeitig gebaut. Nachdem die ersten Lokomotiven der Bahn am 3. August 1897 am Lieberoser Anschlussbahnhof eintrafen und in der Folgezeit auch schon Bauzüge zogen, wurden die ersten Strecken der Bahn am ersten Pfingstfeiertag, dem 29. Mai 1898, offiziell eröffnet. Dabei handelte es sich um die Strecken Lübben Ostbahnhof–Straupitz–Byhlen–Lieberose Anschlussbahnhof, wo Anschluss an die Cottbus-Großenhainer Eisenbahn bestand, und Straupitz–Goyatz.
Die Eröffnung des Streckenabschnitts Byhlen–Burg verzögerte sich jedoch bis zum 29. Juni 1898, da der Streit um den Schlossberg bei Burg viel Zeit kostete, einen eisenzeitlichen Rundwall, dessen vollständige Abtragung das ursprüngliche Projekt vorsah. Letztlich durfte aber nur ein bereits bestehender Einschnitt für die Bahn erweitert werden, was die Verlagerung der Strecke um etwa 60 Meter von der geplanten Trasse notwendig machte. Die bei der Erweiterung des Einschnitts gemachten archäologischen Funde, beispielsweise bronzezeitliches Geschirr, Münzen, Knochen und Ähnliches, gingen an das Berliner Naturkundemuseum. 1917 wurde schließlich der Burger Bismarckturm auf dem Schlossberg errichtet, der daraufhin weitere Ausflügler anlockte. Nachdem die Brücken über die Spree und den Umflutkanal fertiggestellt waren, konnte am 23. Oktober 1898 auch der Abschnitt Lübben Ostbahnhof–Lübben Anschlussbahnhof mit Anschluss an die Berlin-Görlitzer Eisenbahn eröffnet werden.
Querelen im Landkreis Cottbus, die zu langwierigen gerichtlichen Enteignungsverfahren führten, verzögerten die Eröffnung des Abschnitts Burg–Cottbus Westbahnhof bis zum ersten Pfingstfeiertag, dem 21. Mai 1899. Der Cottbuser Westbahnhof war ursprünglich gar nicht geplant und wurde nur als Notlösung errichtet, da die endgültige Linienführung im Cottbuser Stadtgebiet auf Grund des geplanten Umbaus des Staatsbahnhofs noch nicht feststand. Letztendlich wurde der Abschnitt Cottbus Westbahnhof–Cottbus Anschlussbahnhof am 7. Dezember 1899 offiziell eröffnet. Im Cottbusser Anschlussbahnhof (heute Spreewaldbahnhof genannt) bestand Anschluss an den Cottbuser Staatsbahnhof und somit an die Berlin–Görlitzer Eisenbahn, die Cottbus-Großenhainer Eisenbahn mit den Strecken nach Dresden und Frankfurt (Oder) sowie die Halle-Sorau-Gubener Eisenbahn mit den Strecken nach Guben, Halle / Leipzig und Sorau.
Ab dem 1. Mai 1904 vervollständigte der nur dem Güterverkehr dienende Abschnitt Goyatz–Goyatz Umschlaghafen am Schwielochsee das Streckennetz der Spreewaldbahn, war allerdings nach dem Ersten Weltkrieg auch der erste stillgelegte und 1929 der erste rückgebaute Abschnitt der Bahn, da die erhofften Kohletransporte aus den Gruben südlich von Cottbus mangels der geplanten, aber nie realisierten Verlängerung der Spreewaldbahn nach Proschim nie zustande kamen. Ebenfalls nie realisiert wurde die von Anfang an konzessionierte Verlängerung von Goyatz nach Briescht zur damals noch in Planung befindlichen Strecke Lübben–Beeskow der Niederlausitzer Eisenbahn.

### Die Spreewaldbahn AG
Auf Grund der durch die Inflation bedingten schlechten wirtschaftlichen Situation der Lübben-Cottbuser Kreisbahnen wurde von Eigentümer und Betreiber die Umwandlung in eine Aktiengesellschaft betrieben, die letztlich mit der Spreewaldbahn AG (offizielle Abkürzung: Spwb) mit Sitz in Lübben durch Vertrag der Anteilseigner vom 16. August 1923 und Eintragung in das Handelsregister im April 1924 gegründet wurde. Aktionäre waren der Landkreis Lübben (69 %), die Stadt Cottbus (25 %) und die Eisenbahnbaugesellschaft Becker & Co. GmbH (6 %); die Betriebsführung wurde 1924 vertraglich für weitere 17 Jahre an Becker & Co. vergeben.
In Vorbereitung auf die geplante, aber nie realisierte Erweiterung der Bahn über Goyatz hinaus nach Friedland nahm die Spreewaldbahn 1931 den Busverkehr auf den Linien Lübben–Goyatz–Friedland und Straupitz–Lieberose–Goyatz–Friedland auf. Da die potenziellen Fahrgäste für die Fahrt nach Friedland großen Teils das Fahrrad bevorzugten, wohl nicht zuletzt auch wegen der häufigen Ausfälle des Busses, rentierte sich diese Verbindung jedoch nicht und wurde zum 1. Januar 1933 eingestellt.
Streitigkeiten zwischen der Betreibergesellschaft und den Aktionären sorgten dafür, dass der Betreibervertrag am 26. Oktober 1933 vorzeitig aufgelöst wurde, der Landkreis Lübben und die Stadt Cottbus die Aktien von Becker & Co. aufkauften und die Spreewaldbahn AG selbst zum Betriebsführer wurde. Am 1. April 1937 übernahm die Eisenbahnabteilung des Landesverkehrsamts Brandenburg die Betriebsführung.

### Die Zeit als Landesbahn und unter der Deutschen Reichsbahn

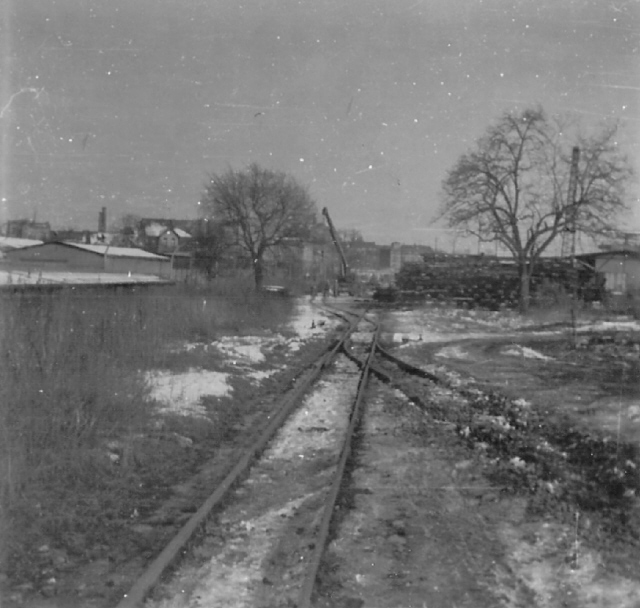
Rückbau der letzten Schmalspurgleise, Cottbus Spreewaldbahnhof (Februar 1983)

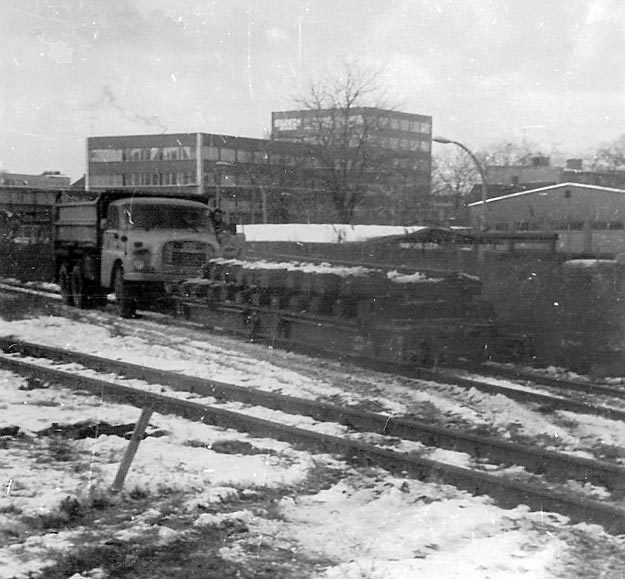
Der zweite „Abbauzug“ mit Tatra 148 der NVA und Rollwagen, Cottbus Spreewaldbahnhof (Februar 1983)

Die Spreewaldbahn wurde zwischen 1945 und 1949 von verschiedenen Landesbehörden betrieben. Am 30. Oktober 1945 wurde sie nach dem Befehl Nummer 124 der Sowjetischen Militäradministration (SMAD) beschlagnahmt. Durch die von der Provinzialverwaltung betriebene entschädigungslose Enteignung am 5. August 1946 ging die Spreewaldbahn in Landeseigentum über. Ab dem 1. April 1949 wurde die Spreewaldbahn von der Deutschen Reichsbahn auf eigene Rechnung und unter eigenem Namen betrieben.
Die schrittweise Stilllegung der Spreewaldbahn begann am 18. Mai 1952, als man den Personenverkehr auf dem Abschnitt Lieberose Stadt–Lieberose Spreewaldbahnhof einstellte. Der Güterverkehr auf diesem Abschnitt endete 1957 und die offizielle Stilllegung mit Umbenennung des normalspurigen Bahnhofs Lieberose in Jamlitz erfolgte am 28. September 1958. Die unmittelbar anschließende Strecke Byhlen–Lieberose Stadt wurde am 18. Oktober 1964 stillgelegt und anschließend abgebaut. Der Rückbau stand im Zusammenhang mit der Nutzung der Lieberoser Heide als Truppenübungsplatz Lieberose. Die gesamte Strecke Byhlen – Lieberose Spreewaldbf war seit dem Zweiten Weltkrieg beinahe bedeutungslos.
Auf der Strecke Lübben–Straupitz wurde der Güterverkehr am 26. Mai 1967 und der Personenverkehr am 24. September 1967 eingestellt. Der Güterverkehr zwischen Cottbus Flughafen und Goyatz endete am 26. Mai 1968, damit gab es auf der gesamten Spreewaldbahn keinen Güterverkehr mehr. Der Personenverkehr zwischen Cottbus und Goyatz verblieb, bis in der Nacht vom 3. auf den 4. Januar 1970 mit Zug 456 von Cottbus Spreewaldbahnhof nach Straupitz bei dichtem Schneetreiben der letzte Reisezug auf den Gleisen der Spreewaldbahn fuhr. Mit Ausnahme des Abschnitts Cottbus Spreewaldbahnhof – Cottbus Flughafen wurden alle Strecken der Spreewaldbahn bis zum Sommer 1970 abgebaut. Die verbleibenden Gleise wurden für die Bedienung der letzten drei Anschließer benötigt, der PGH Glas und Spiegel, des Flugplatzes Cottbus der Nationalen Volksarmee (NVA) sowie des Straßenbahndepots des VEB Kraftverkehr Cottbus an der Berliner Straße.
Als Folge der auch in der DDR spürbaren Ölkrise musste auch das Ölheizwerk des Flugplatzes auf heimische Energieträger umgestellt werden. Die verbliebenen Schmalspurgleise und die Rollwagenanlage des Spreewaldbahnhofs wurden nach dem 14. Februar 1983 durch Pioniereinheiten der NVA rückgebaut. Das neu gebaute Braunkohleheizwerk des Flugplatzes erhielt danach einen regelspurigen Gleisanschluss auf der alten Schmalspur-Trasse. Die letzten Reste der Spreewaldbahn waren damit bis Mai 1983 beseitigt.

### Aktuelle Entwicklungen

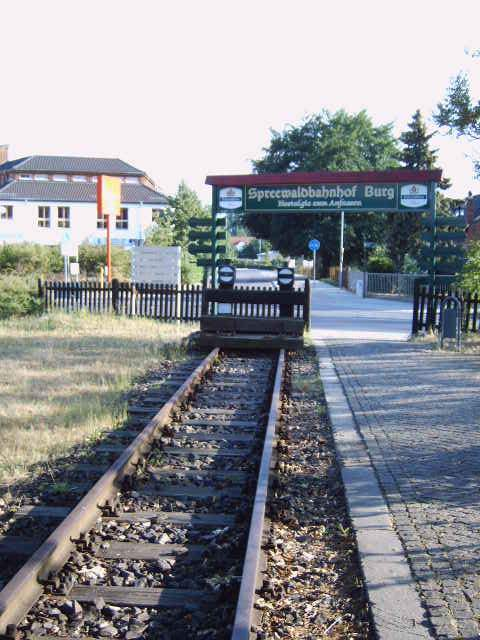
Schienenstrang vor dem Erlebnisbahnhof Burg (2006)

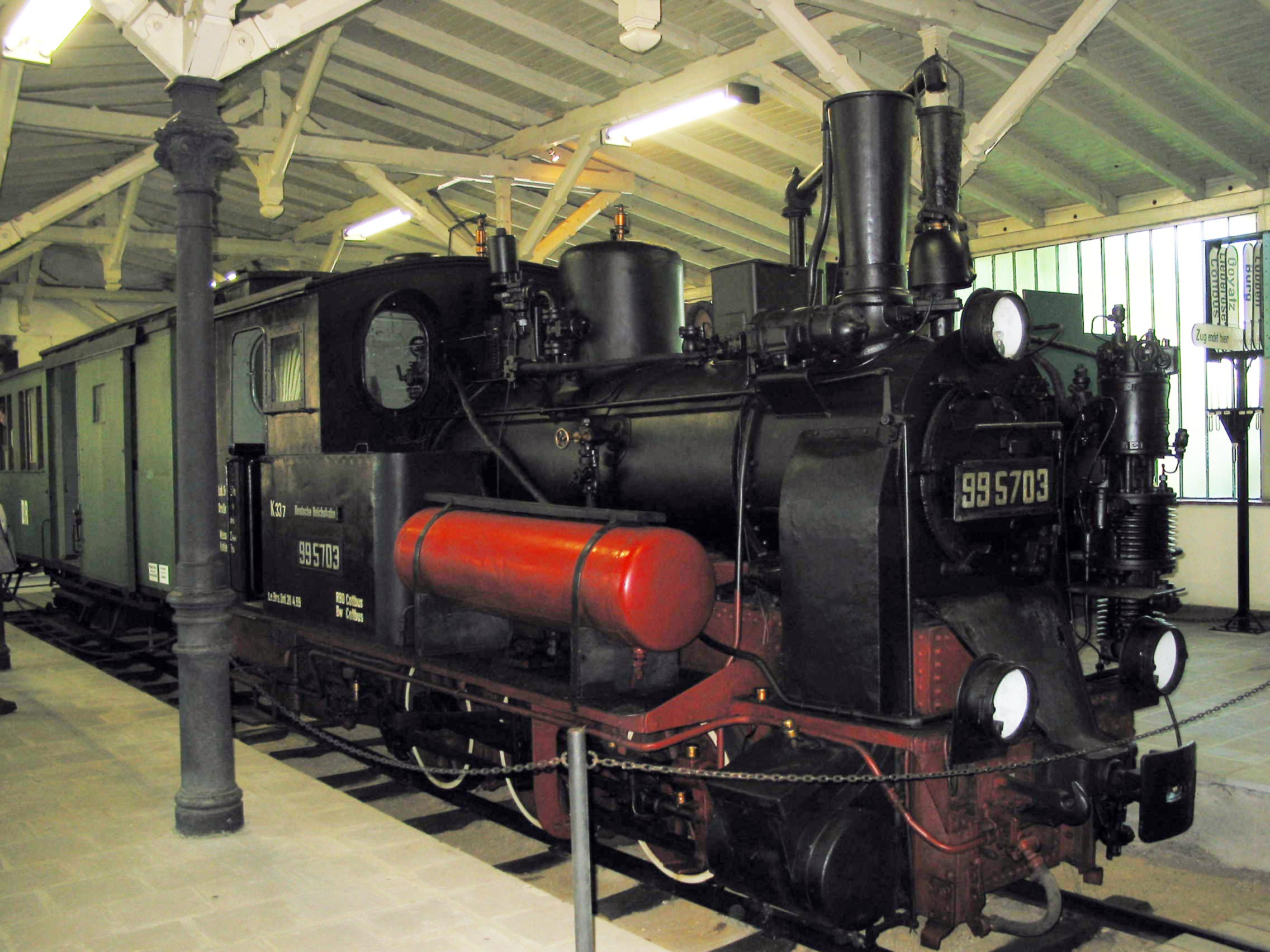
Dampflokomotive der Spreewaldbahn (DR-Nummer 99 5703), ausgestellt in der Außenstelle des Spreewaldmuseums im Schlosspark von Lübbenau (2003)

Die Dampflokomotive 99 5703 der Spreewaldbahn und ein kombinierter Gepäck- und Personenwagen aus der Erstausstattung der Spreewaldbahn sind museal erhalten. Sie wurden ab dem 19. April 1975 zusammen mit vielen anderen Utensilien der Spreewaldbahn in einer dafür gebauten Halle als Außenstelle des Spreewaldmuseum im Schlosspark von Lübbenau ausgestellt. Die Halle musste jedoch abgerissen werden; für die Ausstellungsstücke wurde am Spreewaldmuseum Lübbenau am Topfmarkt ein neues Gebäude erstellt, wo sie seit 2012 frisch aufgearbeitet wieder den Museumsbesuchern gezeigt werden.
Anfang der 1990er Jahre wurden diverse Pläne zum Wiederaufbau von Teilen der Spreewaldbahn diskutiert. Diese Pläne reichten von einer dampfbetriebenen Museumsbahn zwischen Straupitz und Burg beziehungsweise zwischen Cottbus und Burg bis zur Verlängerung der ebenfalls 1000-mm-spurigen Cottbuser Straßenbahn über ihre derzeitige Endstation Schmellwitz hinaus über Sielow und die ehemalige Spreewaldbahntrasse nach Burg. Entsprechende Pläne verliefen jedoch im Sande, nicht zuletzt wegen der ungeklärten Finanzierung eines solchen Vorhabens. Der dafür gegründete Förderverein wurde 2005 aufgelöst.
Im Jahr 1995 entstand auf dem Gelände des ehemaligen Bahnhofes Burg ein „Erlebnisrestaurant“. Dieses bietet neben der thematischen Orientierung der Inneneinrichtung an der Eisenbahn (die Getränke werden von einer Modelleisenbahn an die Tische gefahren) auch acht unterschiedlich genutzte, äußerlich originalgetreu aufgearbeitete Wagen der Spreewaldbahn im Außenbereich. Die Einrichtungen der dortigen Wagen sind allerdings frei erfunden (z. B. Klassenzimmer aus den 1930er Jahren). Zudem befinden sich auf dem Außengelände noch einige weitere Ausstellungsstücke zur Spreewaldbahn (originaler Schneepflug, Draisine, Signale und alte Radsätze).
Im Jahr 2008 wurde in Straupitz der Verein IG Spreewaldbahn zur Bewahrung der noch erhaltenen Objekte der Spreewaldbahn gegründet (Neugründung 2010 wegen Formfehlern bei der ersten Gründung). Dieser hatte im Sommer 2010 insgesamt 40 Meter Gleis am ehemaligen Bahnhof Straupitz wiederaufgebaut, auf dem die sieben historischen Spreewaldbahn-Wagen des Vereins nach deren Aufarbeitung ausgestellt werden sollen. Deren Erwerb, Transport nach Straupitz und Aufarbeitung wird weiter betrieben. Im Jahr 2013 wurde das Gleis um weitere 40 Meter verlängert, 2016 das Einfahrsignal aus Richtung Cottbus aufgestellt. Im August 2017 wurde das 4. Spreewaldfest (alle zwei Jahre) gefeiert. Zudem ist seit 2010 ein kleiner Bahnsteig mit einer Ausstellung über die Spreewaldbahn entstanden.
In Goyatz wird zudem ein Packwagen der Spreewaldbahn am alten Bahnhof ausgestellt.

## Das Streckennetz
Während ihrer größten Ausdehnung – von 1904 bis 1929 – erreichten die Strecken der Spreewaldbahn eine Gesamtlänge von 84,7 Kilometern. Die größten Neigungen betrugen zwischen Goyatz und Goyatz Umschlaghafen 1:30 (33,3 ‰), weshalb hier die Lokomotive auch immer talseitig gekuppelt zu sein hatte, und auf dem restlichen Netz 1:80 (12,5 ‰), wo sie zwischen Byhlen und Byhleguhre sowie zwischen Byhlen und Lieberose lagen. Der kleinste Radius betrug 100 Meter. Die Zugmasse war auf 300 Tonnen begrenzt.
Die zulässige Höchstgeschwindigkeit betrug 30 km/h, in Weichenbereichen 20 km/h. Vom 1. August 1936 bis zum Ende des Zweiten Weltkriegs wurde die zulässige Höchstgeschwindigkeit für Triebwagen und Personenzüge mit nicht mehr als zwei Wagen auf 40 km/h angehoben. Am 1. April 1954 hob man die zulässige Höchstgeschwindigkeit auf der Strecke Lübben–Straupitz–Cottbus erneut auf 40 km/h an. Für Züge mit Rollbockbeförderung galt eine Geschwindigkeitsbeschränkung auf 20 km/h.

### Betriebsstellen
Zu den Betriebsstellen ist zusätzlich zu erwähnen, dass alle Bahnhöfe mit nur einem Bahnsteiggleis (weitere Gleise lagen vor oder hinter dem Bahnsteig) bei der Spreewaldbahn als Haltestellen definiert wurden. Da diese aber eigentlich Bahnhöfe waren (da sie Weichen besaßen), sind sie in dieser Liste auch als Bahnhöfe aufgeführt.

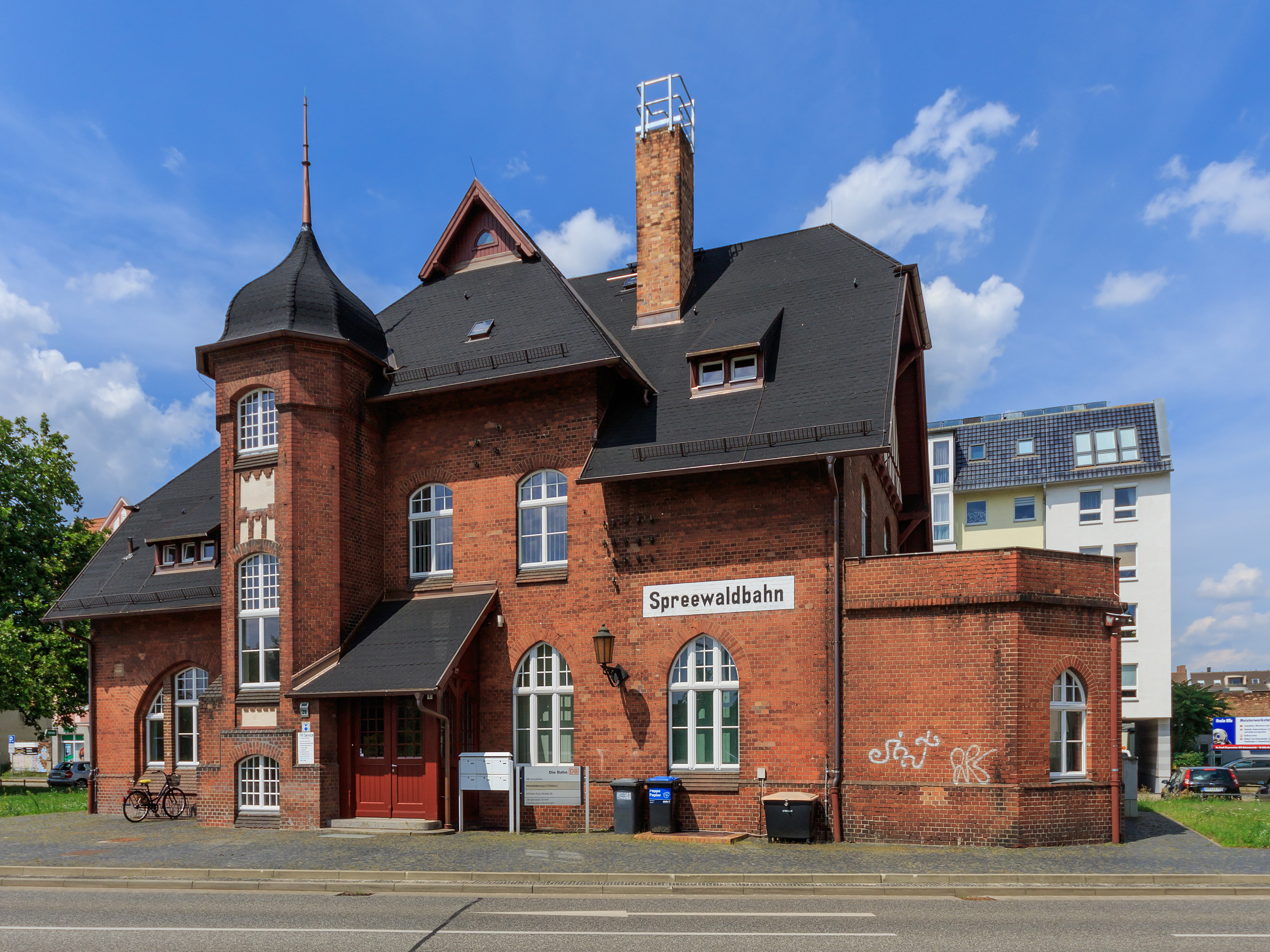
Empfangsgebäude des Spreewaldbahnhofs Cottbus von der Straßenseite (2017)

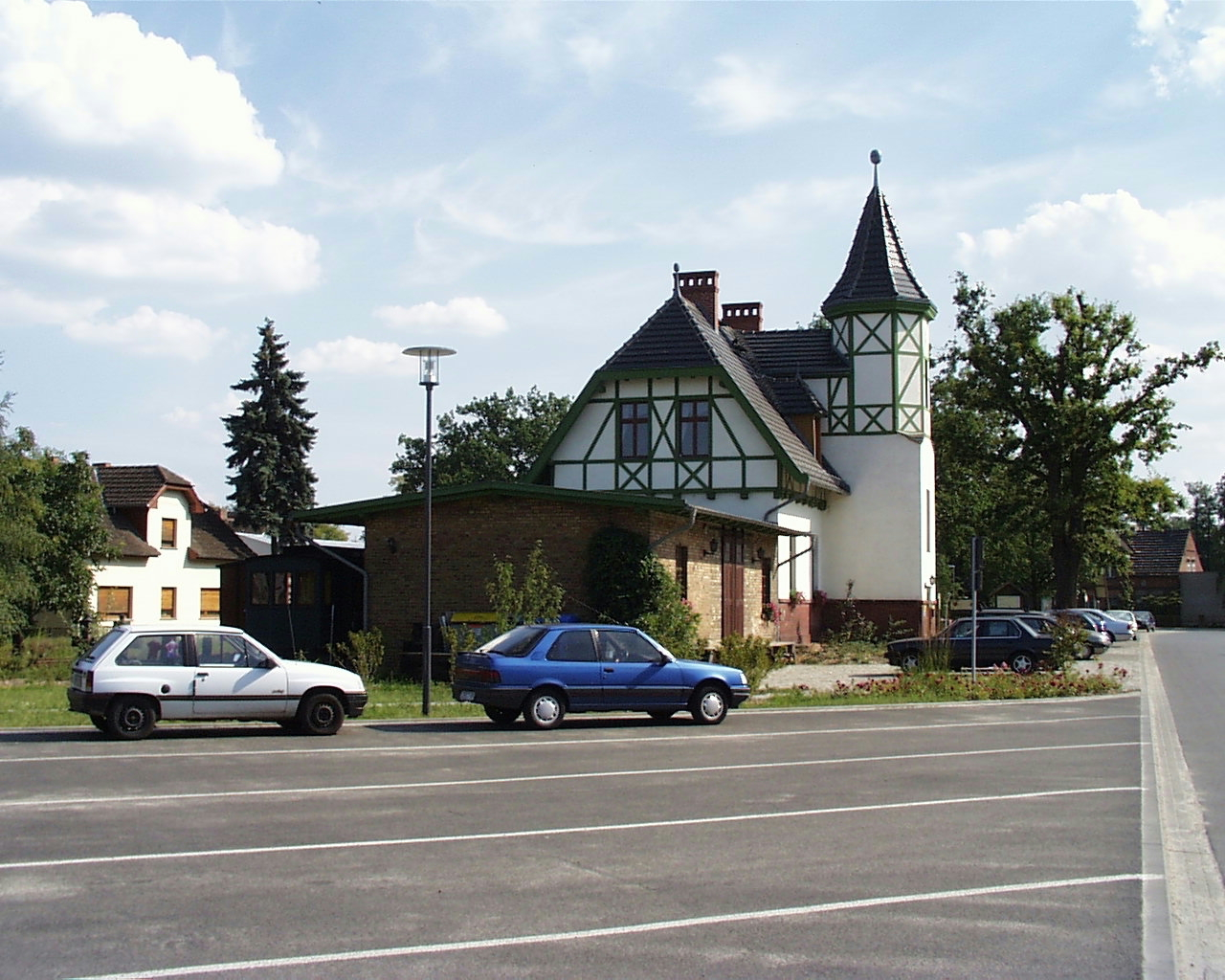
Renoviertes Bahnhofsgebäude in Burg (1999)

- Bahnhof Lübben Hauptbahnhof (ursprünglich: Lübben Anschlussbahnhof; ab 1931: Lübben Spreewaldbahnhof), niedersorbisch: Lubin Głowne Dwornišćo; Anschlussbahnhof mit 3 Rollbockgruben, später Rollwagenrampen; Kilometer: 0,00; DR-Kürzel: Lbn; Eröffnung: 23. Oktober 1898; Einstellung des schmalspurigen Betriebes: 24. September 1967; Übergangsmöglichkeit zu regelspurigen Zügen
- Bahnhof Lübben Ost (ursprünglich: Lübben Ostbahnhof), niedersorbisch: Lubin Jutšo; Haltestelle mit Überholungsgleis und Ladegleis; Kilometer: 4,76; DR-Kürzel: Lbo; Eröffnung: 29. Mai 1898; Betriebseinstellung: 24. September 1967
- Bahnhof Radensdorf, niedersorbisch: Radowašojce; Haltestelle mit Überholungsgleis; Kilometer: 9,99; DR-Kürzel: Rdf; Eröffnung: 29. Mai 1898; Betriebseinstellung: 24. September 1967
- Bahnhof Altzauche-Burglehn (ursprünglich: Burglehne), niedersorbisch: Stara Niwa; Haltestelle mit Überholungsgleis; Kilometer: 11,34; DR-Kürzel: Ab; Eröffnung: 29. Mai 1898; Betriebseinstellung: 24. September 1967
- Bahnhof Wußwerk (ab 1938; ursprünglich: Wusswergk), niedersorbisch: Wozwjerch; Haltestelle mit Überholungsgleis; Kilometer: 13,92; DR-Kürzel: Wn; Eröffnung: 29. Mai 1898; Betriebseinstellung: 24. September 1967
- Bahnhof Neuzauche (ursprünglich: Neu-Zauche), niedersorbisch: Nowa Niwa; Haltestelle mit Überholungsgleis und Ladegleis; Kilometer: 17,20; DR-Kürzel: Nze; Eröffnung: 29. Mai 1898; Betriebseinstellung: 24. September 1967
- Bahnhof Straupitz, niedersorbisch: Tšupc; zentraler mehrgleisiger Bahnhof mit mehreren Anschlussgleisen, Bahnbetriebswerk mit sechsständigem Lokschuppen sowie einständigem Triebwagenschuppen, Betriebsmittelpunkt der Spreewaldbahn; Kilometer: 20,37; DR-Kürzel: Spz; Eröffnung: 29. Mai 1898; Betriebseinstellung: 4. Januar 1970
- Bahnhof Byhlen (von 1938 bis 1945: Waldseedorf), niedersorbisch: Bělin; Haltestelle mit Überholungsgleis und Weichenverbindung für Rangierarbeiten; Kilometer: 24,80; DR-Kürzel: By; Eröffnung: 29. Mai 1898; Betriebseinstellung: 4. Januar 1970
- Haltepunkt Rosenhof; Kilometer: 26,70; Eröffnung: ?; Betriebseinstellung: 1945
- Bahnhof Byhleguhre (von 1938 bis 1945: Geroburg), niedersorbisch: Běła Gora; Haltestelle mit Überholungsgleis und Weichenverbindung für Rangierarbeiten; Kilometer: 28,05; DR-Kürzel: Byg; Eröffnung: 29. Juni 1898; Betriebseinstellung: 4. Januar 1970
- Haltepunkt Schmogrow, niedersorbisch: Smogorjow; Kilometer: 30,61; DR-Kürzel: Sgw; Eröffnung: 29. Juni 1898; Betriebseinstellung: 4. Januar 1970
- Haltepunkt Burg Jugendturm (ursprünglich: Burg Bismarckturm), niedersorbisch: Borkowy Torm Młoźiny; Kilometer: 32,13; DR-Kürzel: Bb; Eröffnung: „?“; Betriebseinstellung: 4. Januar 1970
- Bahnhof Burg (Spreewald) (ursprünglich: Burg), niedersorbisch: Borkowy (Błota); Bahnhof mit mehreren Lade- und Anschlussgleisen; Kilometer: 33,91; DR-Kürzel: Bug; Eröffnung: 29. Juni 1898; Betriebseinstellung: 4. Januar 1970
- Bahnhof Werben (Spreewald) (ursprünglich: Werben), niedersorbisch: Wjerbno (Błota); Haltestelle mit Überholungsgleis und 2 Ladegleisen; Kilometer: 37,44; DR-Kürzel: Wbn; Eröffnung: 21. Mai 1899; Betriebseinstellung: 4. Januar 1970
- Haltepunkt Ruben-Guhrow, niedersorbisch: Rubyn Gory; Kilometer: 40,82; DR-Kürzel: Rg; Eröffnung: 21. Mai 1899; Betriebseinstellung:
- Bahnhof Briesen (bei Cottbus) (ursprünglich: Briesen), niedersorbisch: Brjazyn; Haltestelle mit Überholungsgleis und Ladegleis; Kilometer: 42,43; DR-Kürzel: Brn; Eröffnung: 21. Mai 1899; Betriebseinstellung: 4. Januar 1970
- Bahnhof Sielow, niedersorbisch: Žylow; Haltestelle mit Überholungsgleis; Kilometer: 46,37; DR-Kürzel: Sow; Eröffnung: 21. Mai 1899; Betriebseinstellung: 4. Januar 1970
- Haltepunkt Cottbus Rennplatz; Eröffnung: 1904; Betriebseinstellung: „?“
- Bahnhof Cottbus Flughafen (ursprünglich: Cottbus Westbahnhof), niedersorbisch: Chośebuz Lětanišćo; Kilometer: 49,50; DR-Kürzel: Csf; Eröffnung: 21. Mai 1899; Einstellung des Personenverkehres: 4. Januar 1970; Einstellung des schmalspurigen Betriebes: 14. Februar 1983
- Bahnhof Cottbus Spreewaldbahnhof (ab 1931; ursprünglich: Cottbus Anschlussbahnhof), niedersorbisch: Chośebuz Błośanske Dwornišćo; Anschlussbahnhof mit 3 Rollbockgruben, später Rollwagenrampen; Kilometer: 51,77; DR-Kürzel: Csp; Eröffnung: 7. Dezember 1899; Einstellung des Personenverkehres: 4. Januar 1970; Einstellung des schmalspurigen Betriebes: 14. Februar 1983; Übergangsmöglichkeit zu regelspurigen Zügen
- Bahnhof Straupitz, niedersorbisch: Tšupc; Kilometer: 0,00
- Bahnhof Laasow, niedersorbisch: Łas; Haltestelle mit Überholungsgleis; Kilometer: 3,28; DR-Kürzel: Law; Eröffnung: 29. Mai 1898; Betriebseinstellung: 4. Januar 1970
- Bahnhof Waldow, niedersorbisch: Waldow; Haltestelle mit Überholungsgleis; Kilometer: 5,52; DR-Kürzel: Wow; Eröffnung: 29. Mai 1898; Betriebseinstellung: 4. Januar 1970
- Bahnhof Siegadel (ab 1938; ursprünglich: Sikadel; später: Syckadel), niedersorbisch: Sykadło; Haltestelle mit Überholungsgleis; Kilometer: 9,85; DR-Kürzel: Sgl; Eröffnung: 29. Mai 1898; Betriebseinstellung: 4. Januar 1970
- Bahnhof Goyatz (von 1938 bis 1945: Schwieloch), niedersorbisch: Gojac; Bahnhof mit mehreren Ladegleisen; Kilometer: 13,78; DR-Kürzel: Goy; Eröffnung: 29. Mai 1898; Betriebseinstellung: 4. Januar 1970
- Bahnhof Goyatz Umschlaghafen; Verladebahnhof mit Umsetzgleis und Schiffsanleger; Kilometer: 13,82; Eröffnung: 1. Mai 1904; Betriebseinstellung: nach dem Ersten Weltkrieg
- Bahnhof Byhlen (von 1938 bis 1945: Waldseedorf), niedersorbisch: Bělin; Kilometer: 0,00
- Bahnhof Liebitz-Burghof, niedersorbisch: Libice Grod; Haltestelle mit Überholungsgleis; Kilometer: 7,60; DR-Kürzel: Lzb; Eröffnung: 29. Mai 1898; Betriebseinstellung: 18. Oktober 1964
- Bahnhof Lieberose Stadt, niedersorbisch: Luboraz Město; Bahnhof mit mehreren Anschlussgleisen; Kilometer: 13,32; DR-Kürzel: Lis; Eröffnung: 29. Mai 1898; Betriebseinstellung: 18. Oktober 1964
- Haltepunkt Blasdorf; Kilometer: 16,13; Eröffnung: 29. Mai 1898; Betriebseinstellung: 18. Mai 1952
- Haltepunkt Jamlitz; Kilometer: 17,50; Eröffnung: ?; Betriebseinstellung: 18. Mai 1952
- Bahnhof Lieberose Spreewaldbahnhof (ab 1931; ursprünglich: Lieberose Anschlussbahnhof, nach Einstellung der Spreewaldbahn Jamlitz); Anschlussbahnhof mit zwei Rollbockgruben; Kilometer: 19,12; Eröffnung: 29. Mai 1898; Einstellung des Personenverkehrs: 18. Mai 1952; Einstellung des schmalspurigen Betriebs: 28. September 1958; Übergangsmöglichkeit zu regelspurigen Zügen

Auf Grund des sorbischen Ursprungs der meisten Ortsnamen, der der damaligen Regierung ein Dorn im Auge war, wurde 1938 eine Reihe von Ortsnamen durch neue deutsche Bezeichnungen ersetzt. Die zweisprachige Bezeichnung der Bahnhöfe wurde erst Mitte der 1950er Jahre eingeführt.

## Besonderheiten der Bahn
Typisch für die Spreewaldbahn waren die gemischten Personen- und Güterzüge, mit denen der überwiegende Teil der Leistungen erbracht wurde. Nach der Übernahme durch die Deutsche Reichsbahn wurde diese Art der Betriebsführung jedoch aufgegeben und eine strenge Trennung zwischen Personen- und Güterverkehr vorgenommen.
Bis zum 30. September 1930 beförderte die Spreewaldbahn auch Post – gemäß der entsprechenden Verordnung aus dem Jahr 1838.

### Technische Eigenheiten
Ursprünglich wurde bei der Spreewaldbahn die Heberleinbremse verwendet. Anders als sonst üblich wurde die Bremsleine jedoch nicht über die Wagendächer hinweg, sondern unter den Wagen entlanggeführt. Zwischen 1950 und 1953 erfolgte jedoch die Umrüstung auf Einkammer-Druckluftbremsen der Bauart Knorr. Durch die großen Druckluftbehälter und Luftpumpen erhielten die ursprünglich recht zierlich wirkenden Lokomotiven ein recht wuchtiges Aussehen. Viele vor allem zweiachsige Güterwagen blieben jedoch ungebremst; sie erhielten lediglich Bremsleitungen.
Die Beheizung der Personenwagen erfolgte während der gesamten Betriebszeit der Spreewaldbahn mittels Öfen. Die Anfang der 1950er Jahre angedachte Umrüstung auf Dampfheizung konnte nicht ausgeführt werden, da die Lokomotiven nicht in der Lage waren, die dafür benötigte Menge an Dampf zur Verfügung zu stellen. Stattdessen wurden die unter den Wagen angebrachten Ofenanlagen durch Einheitsöfen ersetzt, die in den Fahrgasträumen standen, sodass die Fahrgäste bei Bedarf selbst Kohlen nachlegen konnten.
Die Karbidbeleuchtung der Lokomotiven und die Petroleumbeleuchtung der Wagen wurden nach der Übernahme durch die Deutsche Reichsbahn bis 1955 durch elektrische Beleuchtung ersetzt. Toiletten wurden in die meisten Personenwagen ebenfalls erst zwischen 1950 und 1953 eingebaut.

### Die Nummernschilder
Das charakteristische Erscheinungsbild der Spreewaldbahn-Lokomotiven in den letzten zwei Jahrzehnten prägten nicht zuletzt die Nummernschilder, die in der Werkstatt in Straupitz von Hand gefertigt wurden. Lediglich die 99 5702 und die 99 183 trugen herkömmliche im Reichsbahnausbesserungswerk gegossene Nummernschilder.
Ebenfalls abweichend von der Norm, wurden die vorderen Nummernschilder bei den sieben Lokomotiven der Erstausstattung anfangs nicht auf, sondern oberhalb der Rauchkammertür angebracht. Erst als etwa um 1958 die mittigen Rauchkammertürverschlüsse entfernt wurden, versetzte man die Nummernschilder auf die Rauchkammertür.

## Der Fahrzeugpark
Die Lokomotiven der Spreewaldbahn waren ursprünglich grün lackiert mit Kesselbändern, die schwarz mit gelbem Streifen abgesetzt waren. Die Fahrgestelle waren rot. Nach dem Zweiten Weltkrieg wurde diese Farbgebung durch das bei der Deutschen Reichsbahn übliche Schwarz mit rotem Fahrwerk ersetzt.

### Lokomotiven
Das Rückgrat der Spreewaldbahn waren sieben kleine Dreikuppler von der Hohenzollern AG für Lokomotivbau in Düsseldorf-Grafenberg aus der Erstausstattung der Bahn. Die Lokomotiven trugen Namen von Anliegergemeinden der Bahn und erhielten später Nummern. Über den Zeitpunkt der Einführung von Betriebsnummern geben die Quellen einander widersprüchliche Auskünfte. Teilweise wird der Zeitpunkt der Umwandlung in eine Aktiengesellschaft mit der Nummernvergabe in Verbindung gebracht; an anderer Stelle wird ein Schreiben des Landesverkehrsamts Brandenburg an die Werkstatt in Straupitz vom 13. November 1937 als Auftrag zur Nummerierung genannt. Später führte die zuständige Landesbehörde ein für alle ihr unterstehenden Bahnen gültiges Nummernschema ein. Die neuen Betriebsnummern bestanden aus zwei durch Bindestrich getrennten zweistelligen Ziffernblöcken, wobei der erste die Eisenbahn bezeichnet – 09 steht für Spreewaldbahn – und der zweite die Ordnungsnummer. Auch für deren Einführung finden sich in der Literatur verschiedene Angaben; die Jahre 1940 und 1946 werden genannt. Schließlich erhielten die Lokomotiven ab dem 1. Januar 1950 Reichsbahn-Nummern.
Wahrscheinlich namenlos blieb die einzige Mallet-Lokomotive der Spreewaldbahn. Sie wurde 1914 gebraucht vom Unternehmen Vering & Waechter gekauft, die sie für die badische Lokalbahn Müllheim–Badenweiler vom Berliner Lokomotivbau-Unternehmen Borsig beschafft hatte. Bei den Lübben-Cottbuser Kreisbahnen war sie wohl im Bau- und Güterzugdienst eingesetzt. Bereits 1926 wurde sie als Schrott verkauft.

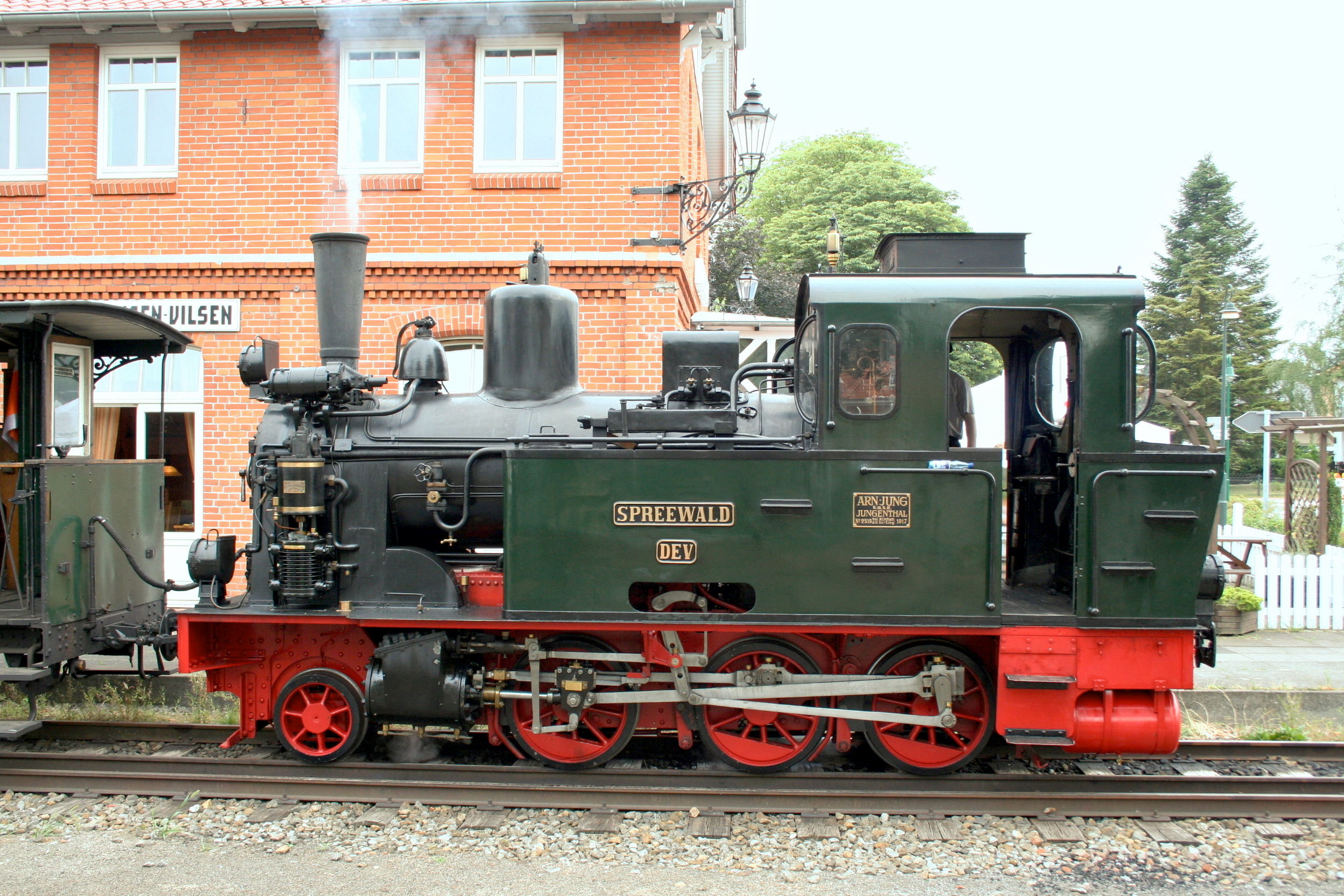
Dampflokomotive 99 5633 der Spreewaldbahn als „Spreewald“ in Bruchhausen-Vilsen

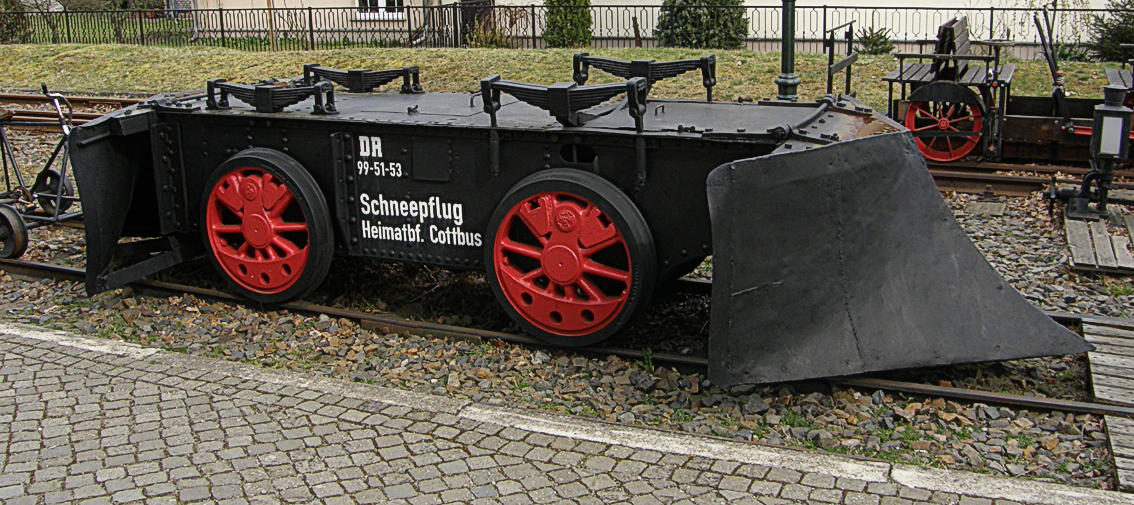
Der aus dem Fahrgestell einer Dampflok umgebaute Schneepflug der Spreewaldbahn im Bahnhof Burg

Nach dem Zweiten Weltkrieg kamen insgesamt drei fremde Lokomotiven aus Ostpreußen zur Spreewaldbahn. Für die beiden Maschinen des Lenz-Typs i bestand kein Bedarf, sodass das Fahrgestell einer der beiden Lokomotiven in einen Schneepflug umgebaut und die andere Lok verschrottet wurde. Die dritte, von der Arnold Jung Lokomotivfabrik in Jungenthal gebaute 1'C-Lokomotive der Pillkaller Kleinbahn wurde von der Spreewaldbahn 1947 mit der Nummer 09-27 in ihren Fahrzeugpark übernommen. Die Nummerierung der Lokomotive änderte sich mehrfach; während die Deutsche Reichsbahn ursprünglich die Nummer 99 5621 für sie vorsah, erhielt sie 1950 die Nummer 99 5631, die am 23. April 1954 in 99 5633 geändert wurde. Nach der Stilllegung der Spreewaldbahn wurde die Lok von der Deutschen Reichsbahn aufgearbeitet und anschließend an den Deutschen Eisenbahn-Verein in Bruchhausen-Vilsen verkauft. Dort ist die Lok bis heute als „Spreewald“ im Einsatz.
Im Jahr 1956 kam die Lokomotive 99 183 von der Bahnstrecke Eisfeld–Schönbrunn zur Spreewaldbahn. Wegen des hohen Verschleißes an den Zahnrädern des Luttermöller-Achsantriebs wurden diese ausgebaut und die Lokomotive als 1'C1'-Maschine eingesetzt. Wegen ihres hohen Kohleverbrauchs war die leistungsstarke Maschine beim Personal als „Feurige Isabella“ bekannt. 1962 wurde sie auf die Gera-Meuselwitz-Wuitzer Eisenbahn umgesetzt.
Um den nach der Einstellung des Verkehrs auf den anderen Strecken verbliebenen Gleisanschluss der NVA am Flugplatz Cottbus wirtschaftlicher bedienen zu können, kaufte die Deutsche Reichsbahn 1970 zwei gebrauchte Diesellokomotiven des LKM-Typs V 10 C vom Spanplattenwerk Gotha und reihte sie als 100 905-9 und 100 906-7 in den Bestand ein. Ab 1973 hießen sie 199 005-0 und 199 006-8. Nach der Umspurung dieses meterspurigen Restanschnitts im Jahr 1983 auf Normalspur wurden sie zur Harzquerbahn umgesetzt.

### Triebwagen
Zur Effizienzsteigerung beschaffte die Spreewaldbahn einen zweiachsigen Dieseltriebwagen mit der Nr. 501 von der Waggonfabrik Talbot in Aachen; das Jahr 1934 bzw. 1935 wird von den verschiedenen Quellen als Baujahr genannt. Er wurde durch seine werbeträchtige Aufschrift „Fliegender Spreewälder“ schnell bekannt. Während der ersten Monate verkehrte er mit einem entsprechend lackierten Beiwagen, der jedoch des Öfteren entgleiste und daraufhin abgestellt wurde. Der Triebwagen war bis zu seiner Abstellung aufgrund ausgefahrener Achsbuchsen und beschädigter Radreifen kurz vor der Einstellung des Personenverkehrs auf der Spreewaldbahn im Einsatz – meist auf der Strecke Straupitz–Goyatz oder auf der Abendverbindung Straupitz–Cottbus. Im Jahr 1974 fiel das Fahrzeug mit dem charakteristischen Design dem Schneidbrenner zum Opfer.
Später erhielt die Spreewaldbahn den 137 561 (ex T1 der NWE) von der Harzquerbahn, der die 99 183 bei der Spreewaldbahn ablöste; ob dies 1961 oder 1962 geschah, ist in den Quellen unterschiedlich angegeben. Als stärkstes Fahrzeug der Spreewaldbahn wurde der Dieseltriebwagen als Lokomotive im Personenverkehr eingesetzt. Später kam das Fahrzeug wegen verbogener Langträgern und Rostschäden ins Reichsbahnausbesserungswerk Wittenberge, wo er am 2. Oktober 1969 verschrottet wurde. Einige Quellen datieren das Ende des Einsatzes auf 1963, andere sprechen von einer vierjährigen Einsatzzeit (bis 1965).

### Personenwagen

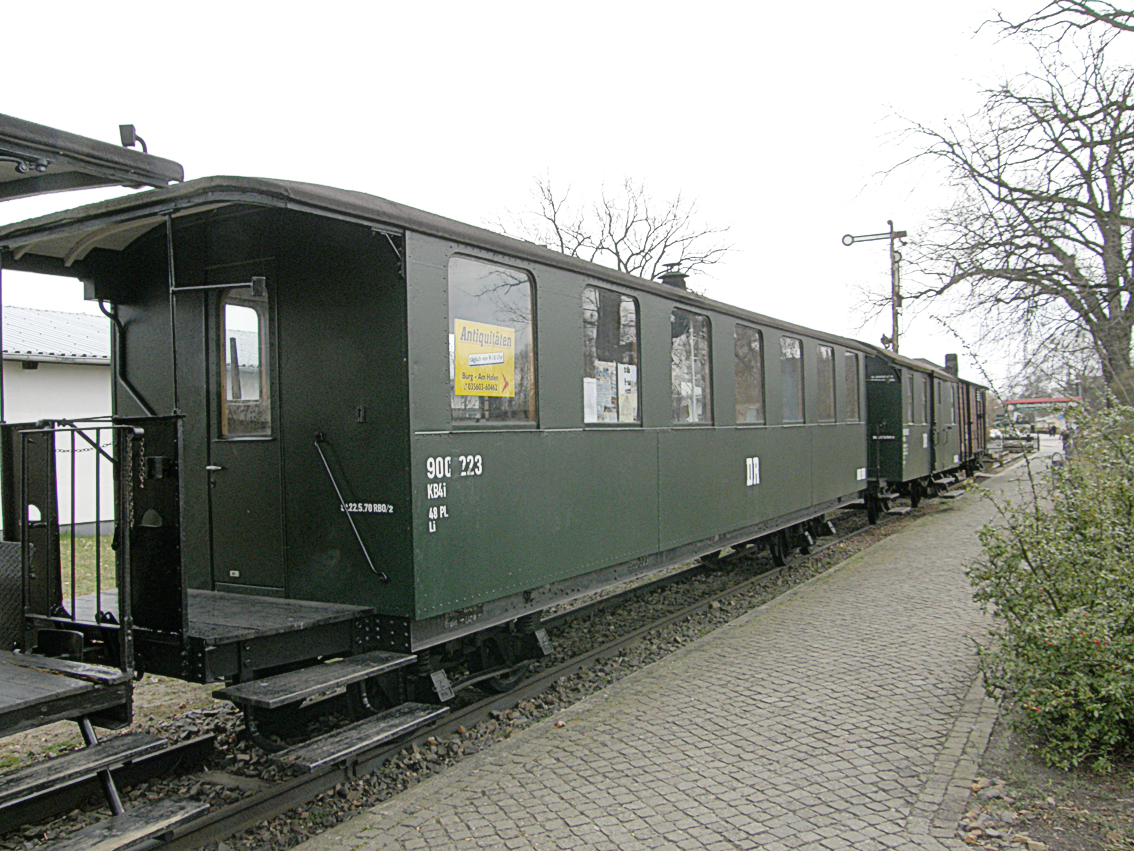
Restaurierter Personenwagen am Bahnhof Burg

Im Personenverkehr wurden bei der Spreewaldbahn Fahrzeuge mit der 2. und der 3. Wagenklasse eingesetzt. Mit der Klassenreform 1956 wurden sowohl die stoffbezogenen Polstersitze der ehemaligen 2. Wagenklasse, als auch die Holzbänke der ehemaligen 3. Wagenklasse durch kunstlederbezogene Hartpolstersitze ersetzt, so dass die Spreewaldbahn nun nur noch über die neue 2. Wagenklasse verfügte.
Zur Erstausstattung der Bahn gehörten ausnahmslos zweiachsige Wagen mit offenen Bühnen von der Waggonfabrik Hofmann in Breslau – vier Wagen 3. Klasse, vier Wagen 2. und 3. Klasse und drei Wagen 3. Klasse mit Post- und Gepäckabteil. In den Folgejahren wurden zunächst fünf vierachsige Wagen mit besonders breiten Einstiegen und Traglastenabteilen gebraucht beschafft. Diese Wagen wurden bei der Spreewaldbahn als Marktwagen eingesetzt.
1924 kam noch eine Serie von vierachsigen Personenwagen der Sächsischen Waggonfabrik AG Werdau neu hinzu. Im Jahr 1928 wurden vier zweiachsige Wagen von der Gothaer Waggonfabrik neu beschafft. Diese Wagen wurden für den Ausflugsverkehr eingesetzt und waren mit ihrer Wagenkastenbreite von 2,90 Metern sehr markant. 1929 wurden weitere sieben Zweiachser ähnlicher Bauart von der Mittelbadische Eisenbahnen AG gebraucht gekauft. In diese Zeit ist auch der Zugang eines vierachsigen Personenwagens der NWE zu datieren, der über die ehemaligen Salzwedeler Kleinbahnen zur Spreewaldbahn kam.
Um die veralteten Zweiachser zu ersetzen, wurden in den 1950er Jahren vierachsige Personenwagen von der Schmalspurbahn Cranzahl–Kurort Oberwiesenthal und von der Weißeritztalbahn sowie ein vierachsiger Gepäckwagen von der Reichenbacher Rollbockbahn umgesetzt. Die dafür nötigen Umbauten wurden im RAW Karl-Marx-Stadt vorgenommen. Da bei den zeitgleich stattfindenden Modernisierungen der Spreewaldbahnwagen ein Teil der Fahrzeuge sich auch äußerlich sehr stark veränderte, ergab sich nun ein extrem vielfältiger Fahrzeugpark. Nach der Einstellung des Personenverkehrs ging etwa ein Dutzend vierachsiger Reisezugwagen an die Harzquerbahn, wo sie anfangs als Ersatzteilspender dienten und erst in den 1980er Jahren ein Teil von ihnen modernisiert und wieder eingesetzt wurde.
Für den Personentransport genutzte Güterwagen wurden zeitweilig auch als 4. Wagenklasse bezeichnet. Hierzu wurden fünf, später sechs offene zweiachsige Güterwagen mit Holzbänken ausgestattet und mit Aufsatzborden (= Behelfsdach) versehen. Bei der Spreewaldbahn wurden diese Wagen als Personensommerwagen bezeichnet und dienten vor allem an Markttagen als Verstärkungswagen. Neben den bereits erwähnten Personensommerwagen waren auch zweiachsige und vierachsige Güterwagen als Personenzuggepäckwagen im Einsatz.

### Güterwagen

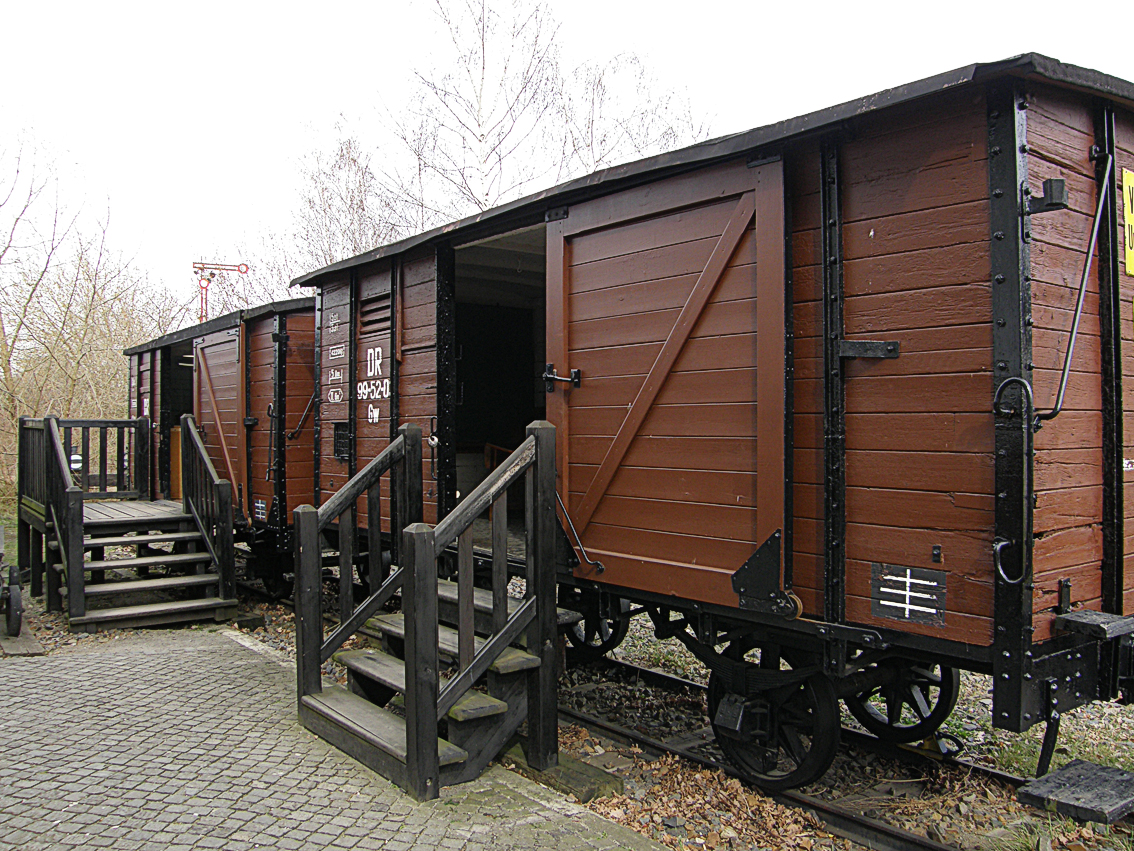
Zwei alte Güterwagen der Spreewaldbahn im Bahnhof Burg (2008)

Zur Erstausstattung der Spreewaldbahn gehörten vier Typen zweiachsiger Güterwagen mit einheitlichen Fahrgestellen – sieben gedeckte, 24 offene Güterwagen, fünf Paar Drehschemelwagen und zwölf Niederbordwagen, die später um Rungen ergänzt wurden. Bis 1911 wurde der Wagenpark mit weiteren gedeckten Zweiachsern und Drehschemelwagen derselben Typen sowie vier gedeckten Vierachsern erweitert. Nach der Übernahme durch die Deutsche Reichsbahn wurden noch acht offene Zweiachser sowie zwei offene und zwei gedeckte Vierachser von anderen Strecken zur Spreewaldbahn umgesetzt. Die meisten dieser Wagen wurden bereits in den 1960er Jahren ausgemustert, da zu diesem Zeitpunkt der Güterverkehr fast vollständig mit Rollwagen abgewickelt wurde. Ein Großteil der Wagen wurde verkauft, nicht selten an Privatpersonen, die sie dann als Schuppen oder Ähnliches nutzten, der Rest zwischen 1959 und 1970 verschrottet.
Auch 30 Paare Rollböcke zählten zur Erstausstattung der Spreewaldbahn. Ihr Bestand wurde in den nächsten Jahren auf 45 Paare vergrößert. Da sie allerdings für die verhältnismäßig leichten Güterwagen der Jahrhundertwende ausgelegt waren, mussten sie 1938 verstärkt werden. 1953 wurden sie durch Rollwagen zweier verschiedener Typen ersetzt; verschiedene Quellen geben Stückzahlen zwischen 40 und 64 an. Lediglich für die Strecke Lieberose Stadt–Lieberose Spreewaldbahnhof blieben fünf Paare Rollböcke bis 1958 erhalten.
Darüber hinaus gehörten zur Spreewaldbahn 15 regelspurige Güterwagen – davon sechs gedeckte und sieben offene – bis zur Übernahme durch die Deutsche Reichsbahn.

### Sonstige Fahrzeuge

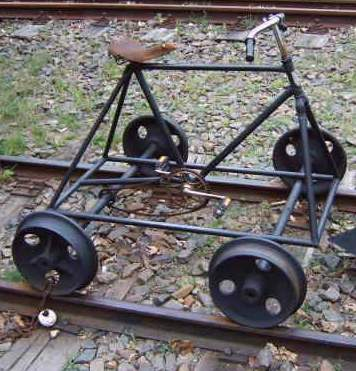
Schienenfahrrad der Spreewaldbahn im Bahnhof Burg (2006)

Vier Bahnmeisterwagen gehörten zur Erstausstattung der Spreewaldbahn. Dabei handelte es sich um kleine Niederbordwagen ohne Kupplungen, die von Hand geschoben wurden und leicht aus dem Gleis gehoben werden konnten.
Die Spreewaldbahn besaß ursprünglich auch eine Draisine, die in der Bestandsaufnahme von 1924 jedoch nicht mehr enthalten war. Stattdessen waren hier zwei Schienenfahrräder aufgeführt.
Ende der 1920er oder Anfang der 1930er Jahre beschaffte die Spreewaldbahn einen Personenkraftwagen der Marke Opel und baute ihn in der Werkstatt in Straupitz in ein Schienenfahrzeug um. Hierfür wurden die Achsen gegen Eisenbahnradsätze getauscht und eine Wendeeinrichtung eingebaut. Das Fahrzeug wurde nie eisenbahntechnisch abgenommen, verkehrte aber dennoch – wohl hauptsächlich zwischen Syckadel und Straupitz zum Transport von Milch, manchmal aber auch von Fahrgästen. 1937 war das Fahrzeug noch vorhanden; über seinen weiteren Verbleib ist nichts bekannt.
Am 15. Juni 1931 beschaffte die Spreewaldbahn einen Omnibus der Marke Magirus. Seine hohe Störanfälligkeit und nicht zuletzt auch ein Herstellungsfehler, die schief eingebaute Hinterachse, die für einen außergewöhnlich hohen Verschleiß sorgte, machten das Fahrzeug ausgesprochen unrentabel. Daher wurde der Omnibus 1936 wieder verkauft.